# 243 Ida
Ida, denumirea planetei minore 243 Ida, este un asteroid din familia Koronis din centura de asteroizi. A fost descoperit pe 29 septembrie 1884 de astronomul austriac Johann Palisa la Observatorul din Viena și a fost numit după o nimfă din mitologia greacă. Observațiile telescopice ulterioare au catalogat-o pe Ida drept un asteroid de tip S, cel mai numeros tip din centura interioară de asteroizi. Pe 28 august 1993, Ida a fost vizitată de nava spațială Galileo, în timp ce se afla în drum spre Jupiter. A fost al doilea asteroid vizitat de o navă spațială și primul care s-a dovedit a avea un satelit natural.
Orbita Idei se află între planetele Marte și Jupiter, ca toți asteroizii din centura principală. Perioada sa orbitală este de 4,84 ani, iar perioada de rotație este de 4,63 ore. Ida are un diametru mediu de 31,4 kilometri (19,5 mi). Are o formă neregulată și alungită, aparent compusă din două obiecte mari legate între ele. Suprafața sa este una dintre cele mai puternic craterate din Sistemul Solar, prezentând o mare varietate de dimensiuni și vârste ale craterelor.
Satelitul Idei, Dactyl, a fost descoperit de membrul misiunii Ann Harch în imaginile returnate de la Galileo. A fost numit după Dactilii, creaturi care au locuit pe Muntele Ida în mitologia greacă. Dactyl are doar 1,4 kilometri (0,87 mi) în diametru, aproximativ 1/20 de mărimea lui Ida. Orbita sa în jurul Idei nu a putut fi determinată cu multă acuratețe, dar constrângerile posibilelor orbite au permis o determinare aproximativă a densității Idei și au scos la iveală faptul că aceasta este însărăcită de minerale metalice. Dactyl și Ida multe caracteristici în comun, sugerând o origine comună.
Imaginile primite de la Galileo și măsurarea ulterioară a masei lui Ida au oferit noi perspective asupra geologiei asteroizilor de tip S. Înainte de zborul lui Galileo, au fost propuse multe teorii diferite pentru a explica compoziția lor minerală. Determinarea compoziției lor permite o corelație între meteoriții care cad pe Pământ și originea lor în centura de asteroizi. Datele returnate din zbor au indicat asteroizii de tip S ca sursă pentru meteoriții obișnuiți de condrită, cel mai comun tip găsit pe suprafața Pământului.

## Descoperire și observații
Ida a fost descoperită pe 29 septembrie 1884 de astronomul austriac Johann Palisa la Observatorul din Viena.  A fost cea de-a 45-a descoperire a sa al unui asteroid.  Ida a fost numită de Moriz von Kuffner, un berar vienez și astronom amator.   În mitologia greacă, Ida a fost o nimfă a Cretei care l-a crescut pe zeul Zeus.  Ida a fost recunoscută ca membru al familiei Koronis de către Kiyotsugu Hirayama, care a propus în 1918 că grupul cuprinde rămășițele unui corp precursor distrus. 
Spectrul de reflecție al lui Ida a fost măsurat pe 16 septembrie 1980 de astronomii David J. Tholen și Edward F. Tedesco, ca parte a studiului de asteroizi cu opt culori (ECAS).  Spectrul său se potrivea cu cel al asteroizilor din clasificarea de tip S.   Multe observații ale lui Ida au fost făcute la începutul anului 1993 de către Observatorul Naval al SUA din Flagstaff și Observatorul Oak Ridge. Acestea au îmbunătățit măsurătorile orbitei lui Ida în jurul Soarelui și au redus incertitudinea poziției sale în timpul zborului Galileo de la 78 la 60 kilometri (48 la 37 mi). 

## Explorare

Animație a traiectoriei lui Galileo din 19 octombrie 1989 până în 30 septembrie 2003
Galileo
Jupiter
Pământul
Venus
951 Gaspra
243 Ida

Traiectoria lui Galileo de la lansare până la inserarea orbitală în jurul lui Jupiter

### ZborulGalileo
Ida a fost vizitată în 1993 de sonda spațială Galileo, în drum spre Jupiter. Întâlnirile sale cu asteroizii Gaspra și Ida au fost secundare misiunii spre Jupiter. Acestea au fost selectate ca ținte ca răspuns la o nouă politică a NASA care îi îndrumă pe planificatorii misiunilor să ia în considerare zboruri pe lângă asteroizi pentru toate navele spațiale care traversează centura.  Nicio misiune anterioară nu încercase un asemenea zbor.  Galileo a fost lansat pe orbită de misiunea navetei spațiale Atlantis STS-34 pe 18 octombrie 1989.  Schimbarea traiectoriei lui Galileo pentru a se apropia de Ida a necesitat ca acesta să consume 34 kilograme (75 lb) de propulsant.  Planificatorii misiunii au întârziat decizia de a încerca un zbor până când au fost siguri că acest lucru va lăsa navei spațiale suficient propulsant pentru a-și finaliza misiunea spre Jupiter. 

Traiectoria lui Galileo l-a dus în centura de asteroizi de două ori în drum spre Jupiter. În timpul celei de-a doua traversări, a zburat pe lângă Ida pe 28 august 1993 cu o viteză de 12.400 m/s în raport cu asteroidul.  Imagerul de la bord a observat-o pe Ida de la o distanță de 240.350 kilometri (149.350 mi) până la cea mai mare apropiere de 2.390 kilometri (1.490 mi).   Ida a fost al doilea asteroid, după Gaspra, care a fost fotografiat de o navă spațială.  Aproximativ 95% din suprafața Idei a intrat în vizorul sondei în timpul zborului. 

Imagini de la zbor, începând cu 5,4 ore înainte de cea mai mare apropiere și care arată rotația Idei

Transmiterea multor imagini cu Ida a fost întârziată din cauza unei defecțiuni permanente a antenei direcționale a navei spațiale.  Primele cinci imagini au fost primite în septembrie 1993.  Acestea au cuprins un mozaic de înaltă rezoluție al asteroidului la o rezoluție de 31-38 m/ pixel.   Imaginile rămase au fost trimise în februarie 1994,  când proximitatea navei spațiale de Pământ a permis transmisii cu viteză mai mare.  

### Descoperiri
Datele returnate de la zborurile Galileo de la Gaspra și Ida și de la misiunea ulterioară spre asteroizi NEAR Shoemaker, au permis primul studiu al geologiei asteroizilor.  Suprafața relativ mare a Idei a prezentat o gamă diversă de forme de relief.  Descoperirea satelitului lui Ida, Dactyl, primul satelit confirmat al unui asteroid, a oferit informații suplimentare asupra compoziției Idei. 
Ida este clasificat ca un asteroid de tip S pe baza măsurătorilor spectroscopice de la sol.  Compoziția tipurilor S era incertă înainte de zborul lui Galileo, dar a fost interpretată ca fiind unul dintre cele două minerale găsite în meteoriți care căzuseră pe Pământ: condrită obișnuită (OC) și fier-pietros.  Estimările densității lui Ida sunt limitate la mai puțin de 3,2 g/cm 3 prin stabilitatea pe termen lung a orbitei lui Dactyl.  Acest lucru nu exclude o compoziție de piatră-fier; dăcă Ida era făcută din 5 g/cm 3 material bogat în fier și nichel, ar trebui să conțină mai mult de 40% spațiu gol. 
Imaginile Galileo au condus, de asemenea, la descoperirea că pe Ida are loc degradarea spațială, un proces care face ca regiunile mai vechi să devină mai roșii în timp.   Același proces afectează atât Ida, cât și satelitul său, deși Dactyl prezintă o schimbare mai mică.  Degradarea suprafeței Idei a dezvăluit un alt detaliu despre compoziția sa: spectrele de reflecție ale părților proaspăt expuse ale suprafeței semănau cu cele ale meteoriților OC, dar regiunile mai vechi se potriveau cu spectrele asteroizilor de tip S. 

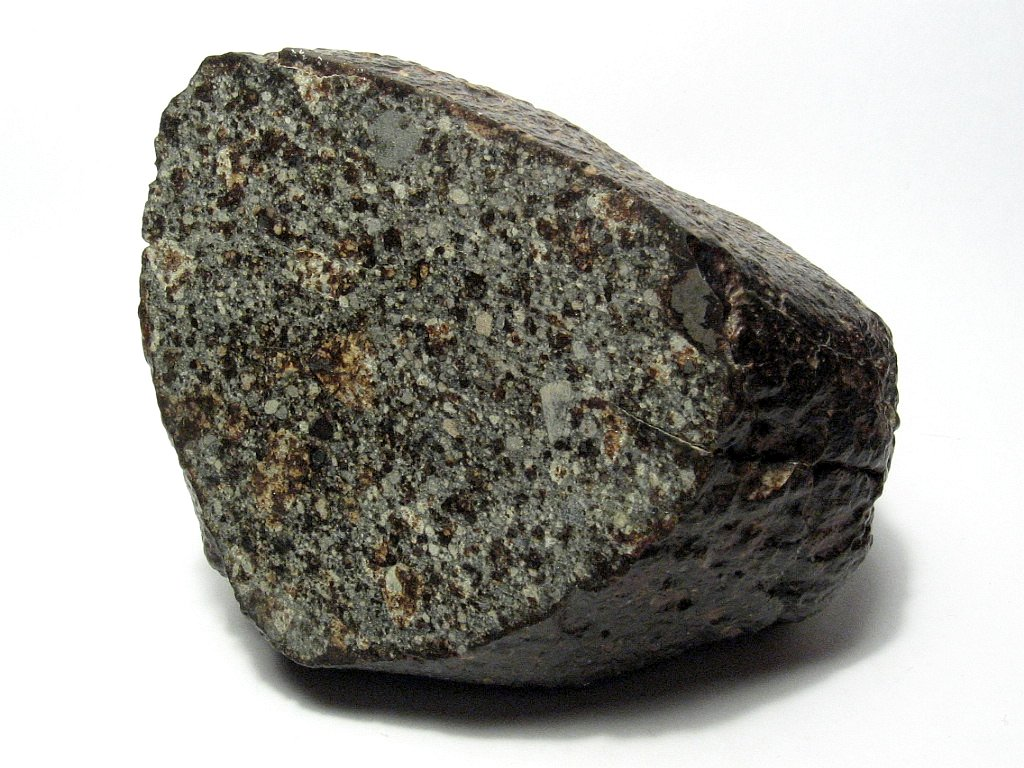
Secțiune șlefuită a unui meteorit condrită obișnuită

Ambele descoperiri – efectele degradării spațiale și densitatea scăzută – au condus la o nouă înțelegere a relației dintre asteroizii de tip S și meteoriții OC. Tipurile S sunt cele mai numeroase tipuri de asteroizi din partea interioară a centurii de asteroizi.  Meteoriții OC sunt, de asemenea, cel mai comun tip de meteorit găsit pe suprafața Pământului.  Cu toate acestea, spectrele de reflecție măsurate prin observații de la distanță ale asteroizilor de tip S nu se potriveau cu cele ale meteoriților OC. Zborul lui Galileo al lui Ida a descoperit că unele tipuri S, în special familia Koronis, ar putea fi sursa acestor meteoriți. 

## Caracteristici fizice

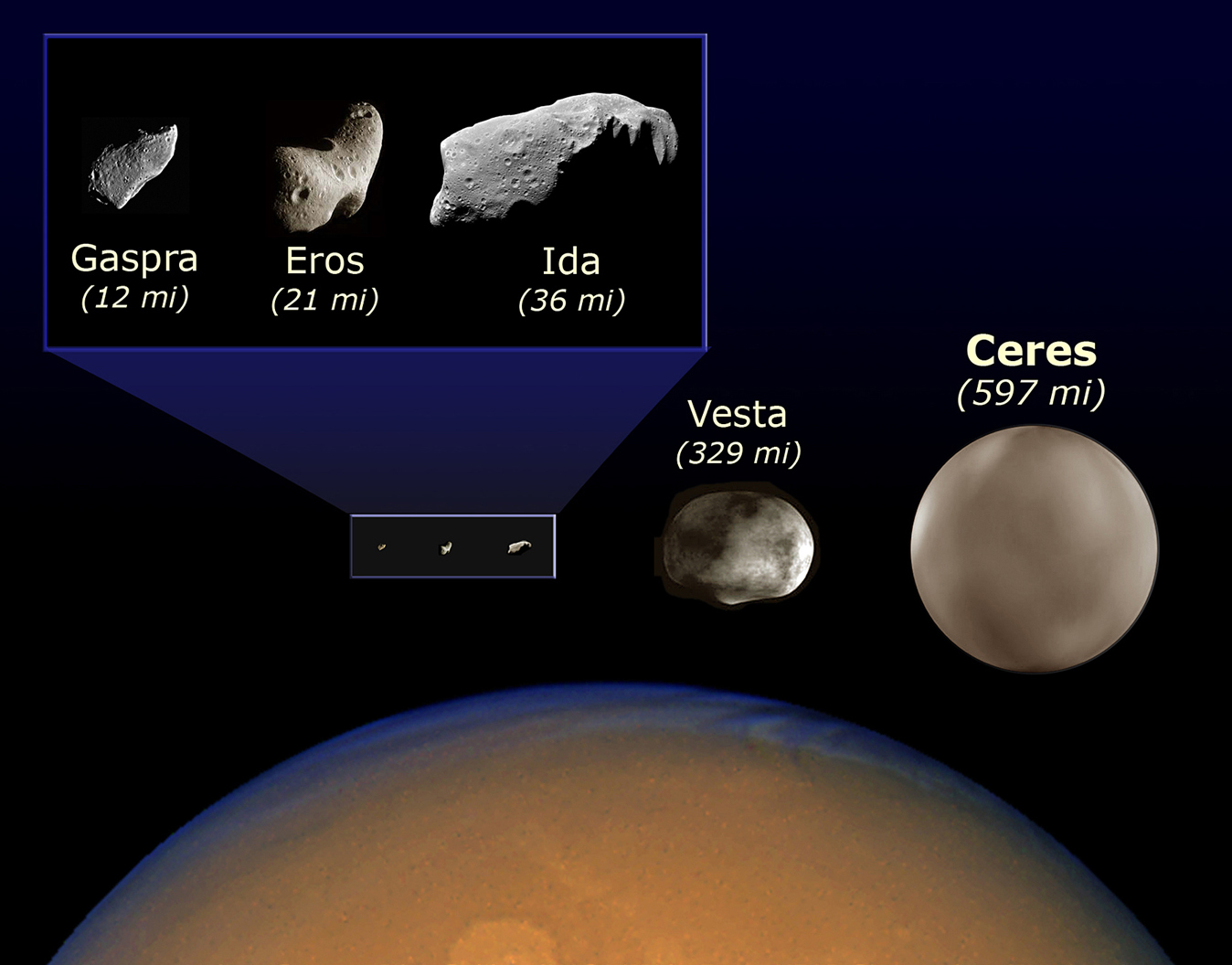
Comparația dimensiunilor lui Ida, a altor câțiva asteroizi, a planetei pitice Ceres și a lui Marte

Masa Idei este între 3,65 și 4,99 × 10 16 kg.  Câmpul său gravitațional produce o accelerație de aproximativ 0,3 până la 1,1 cm/s 2 peste suprafața sa.  Acest câmp este atât de slab încât un astronaut care stă pe suprafața sa ar putea sări de la un capăt la altul al Idei și un obiect care se mișcă cu peste 20 m/s ar putea scăpa complet de pe asteroid.  
Ida este un asteroid distinct alungit,  cu o suprafață neregulată.   Ida este de 2,35 ori mai lungă decât este lată,  și o „talie” o desparte în două jumătăți geologic diferite.  Această formă restrânsă este în concordanță cu faptul că Ida este făcută din două componente mari și solide, cu resturi libere umplând golul dintre ele. Cu toate acestea, nu au fost observate astfel de resturi în imaginile de înaltă rezoluție făcute de Galileo.  Deși există câteva pante abrupte care se înclină până la aproximativ 50° pe Ida, panta în general nu depășește 35°.  Forma neregulată a Idei este responsabilă pentru câmpul gravitațional foarte neuniform al asteroidului.  Accelerația de suprafață este cea mai mică la extremități datorită vitezei mari de rotație a acestora. De asemenea, este scăzut în apropierea „taliei”, deoarece masa asteroidului este concentrată în cele două jumătăți, departe de această locație. 

## Forme de relief

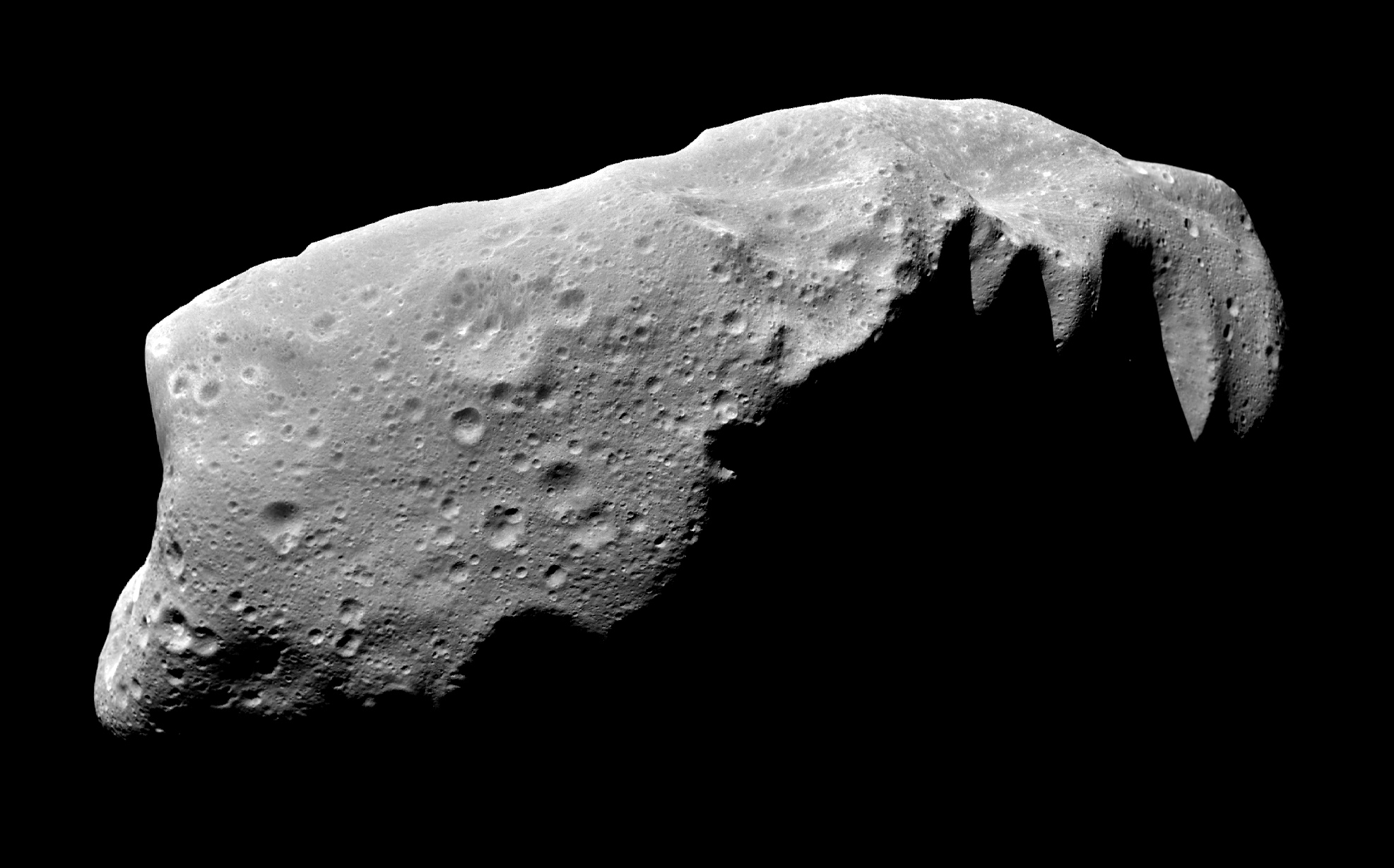
Mozaic de imagini făcute de Galileo cu 3.5 minute înainte de cea mai mare apropiere

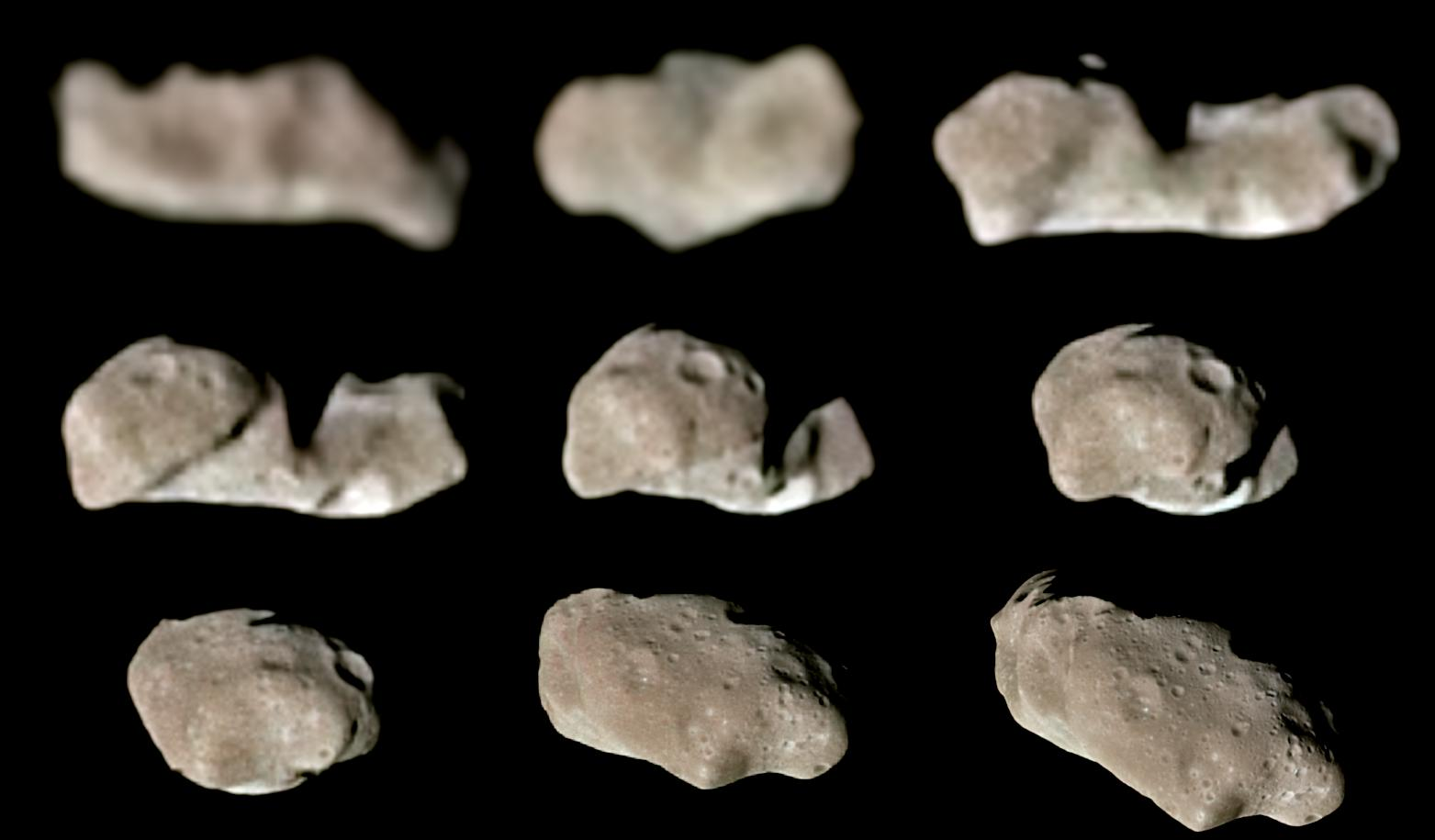
Imagini succesive cu rotația lui Ida

Suprafața Idei pare puternic craterizată și în mare parte gri, deși variații minore de culoare marchează zone nou formate sau dezgropate.  Pe lângă cratere, sunt evidente și alt forme de relief, cum ar fi canale, creste și proeminențe. Ida este acoperită de un strat gros de regolit, resturi libere care ascund roca solidă de dedesubt. Cele mai mari fragmente de resturi, de mărimea unui bolovan, sunt numite blocuri de resturi, dintre care câteva au fost observate la suprafață.

### Regolit
Suprafața Idei este acoperită de o pătură de rocă pulverizată, numită regolit, care are aproximativ 50–100 metri (160–330 ft) grosime.  Acest material este produs în evenimente de impact și redistribuit pe suprafața Idei prin procese geologice.  Galileo a observat dovezi ale mișcării recente a regolitului în jos. 
Regolitul lui Ida este compus din minerale silicate olivină și piroxen. Aspectul său se schimbă în timp printr-un proces numit degradare spațială. Din cauza acestui proces, regolitul mai vechi pare mai roșu în comparație cu materialul proaspăt expus.

Imagine Galileo a unui bloc de bloc la 24,8°S, 2,8°E

Aproximativ 20 mari (40-150 m) blocuri de resturi au fost identificate, încorporate în regolitul lui Ida.   Blocurile de resturi constituie cele mai mari bucăți ale regolitului.  Deoarece blocurile de resturi sunt de așteptat să se descompună rapid în urma evenimentelor de impact, cele prezente pe suprafață trebuie să fi fost fie formate recent, fie dezgropate de un eveniment de impact.   Cele mai multe dintre ele sunt situate în craterele Lascaux și Mammoth, dar este posibil să nu fi fost produse acolo.  Această zonă atrage resturile din cauza câmpului gravitațional neregulat al Idei.  Este posibil ca unele blocuri să fi fost aruncate din tânărul crater Azzurra de pe partea opusă a asteroidului. 

### Structuri
Mai multe structuri majore marchează suprafața Idei. Asteroidul pare să fie împărțit în două jumătăți, denumite aici regiunea 1 și regiunea 2, conectate printr-o „talie”.  Este posibil ca această caracteristică să fi fost completată de resturi sau scoasă din asteroid în urma impacturilor. 
Regiunea 1 a Idei conține două structuri majore. Una este o creastă proeminentă de 40 kilometri (25 mi) numită Townsend Dorsum care se întinde pe 150 de grade în jurul suprafeței Idei.  Cealaltă structură este o adâncitură mare numită Vienna Regio. 
Regiunea 2 a Idei are mai multe seturi de canale, dintre care majoritatea au 100 metri (330 ft) lățime sau mai puțin și până la 4 kilometri (2,5 mi) lungime.   Sunt situate în apropierea craterelor Mammoth, Lascaux și Kartchner, dar nu sunt conectate cu acestea.  Unele canale sunt legate de evenimente majore de impact, de exemplu un set pe cealaltă parte a lui Vienna Regio. 

### Cratere
Ida este unul dintre corpurile cu cele mai dens craterate explorate până acum în Sistemul Solar,   iar impacturile au fost procesul principal care i-a modelat suprafața.  Craterarea a atins punctul de saturație, ceea ce înseamnă că noile impacturi șterg dovezile celor vechi, lăsând numărul total de cratere aproximativ același.  Este acoperit cu cratere de toate dimensiunile și stadiile de degradare  și vârste variate de la proaspăt la, la fel de vechi ca Ida însăși.  Cel mai vechi s-ar fi putut forma în timpul destrămarii corpului părinte familiei Koronis.  Cel mai mare crater, Lascaux, are aproape 12 km.   Regiunea 2 conține aproape toate craterele mai mari de 6 kilometri (3,7 mi) în diametru, dar Regiunea 1 nu are deloc cratere mari.  Unele cratere sunt dispuse în lanțuri. 

Craterul asimetric de 1,5 km Fingal la 13,2°S, 39,9°E

Craterele majore ale Idei poartă numele peșterilor și tuburilor de lavă de pe Pământ. Craterul Azzurra, de exemplu, este numit după o peșteră scufundată de pe insula Capri, cunoscută și sub numele de Grota Albastră.  Azzurra pare să fie cel mai recent impact major asupra Idei. Resturi de la această ciocnire sunt distribuite discontinuu peste Ida  și sunt responsabile pentru variațiile la scară mare de culoare și albedo pe suprafața sa.  O excepție de la morfologia craterelor este Fingal care este proaspăt, asimetric,cu o graniță ascuțită între fund și perete pe o parte.  Un alt crater semnificativ este Afon, care marchează meridianul prim al Idei. 
Craterele au o structură simplă: în formă de bol, fără fund plat și fără vârfuri centrale.  Ele sunt distribuite uniform în jurul lui Ida, cu excepția unei proeminențe la nord de craterul Choukoutien, care este mai netedă și mai puțin craterizată.  Resturile excavate prin impact sunt depuse diferit pe Ida față de planete din cauza rotației rapide, a gravitației scăzute și a formei neregulate.  Păturile de resturi se așează asimetric în jurul craterelor lor, dar resturile cu mișcare rapidă care scapă de pe asteroid se pierd definitiv. 

## Compoziție
Ida a fost clasificată ca un asteroid de tip S pe baza asemănării spectrelor sale de reflectare cu asteroizi similari.  Tipurile S pot împărtăși compoziția lor cu meteoriți de fier-pietros sau condrită obișnuită (OC).  Compoziția interiorului nu a fost analizată direct, dar se presupune că este similară cu materialul OC pe baza modificărilor observate ale culorii suprafeței și a densității medii a lui Ida de 2,27–3,10 g/cm 3.   Meteoriții OC conțin cantități variate de silicații olivină și piroxen, fier și feldspat.  Olivina și piroxenul au fost detectate pe Ida de Galileo.  Conținutul de minerale pare a fi omogen pe toată întinderea sa. Galileo a găsit variații minime la suprafață, iar rotația asteroidului indică o densitate consistentă.   Presupunând că compoziția sa este similară cu meteoriții OC, care variază ca densitate de la 3,48 la 3,64 g/cm 3, Ida ar avea o porozitate de 11–42%. 
Interiorul Idei conține probabil o cantitate de rocă fracturată de impact, numită megaregolit. Stratul de megaregolit al Idei se întinde între sute de metri sub suprafață până la câțiva kilometri. Este posibil ca unele roci din miezul Idei să fi fost fracturate sub craterele mari Mammoth, Lascaux și Undara. 

## Orbită și rotație

Orbita și pozițiile lui Ida și a cinci planete în 9 martie 2009

Ida este un membru al familiei Koronis de asteroizi din centura de asteroizi.  Ida orbitează în jurul Soarelui la o distanță medie de 2,862 UA (428,1 Gm), între orbitele lui Marte și Jupiter.   Lui Ida îi trebuie 4,84089 ani pentru a finaliza o orbită. 
Perioada de rotație a lui Ida este de 4,63 ore (aproximativ 5 ore),   făcându-l unul dintre asteroizii cu cea mai rapidă rotație descoperiți până acum.  Momentul maxim de inerție calculat al unui obiect uniform dens, de aceeași formă ca Ida, coincide cu axa de rotație a asteroidului. Acest lucru sugerează că nu există variații majore ale densității în interiorul asteroidului.  Axa de rotație a lui Ida are o perioadă de precesie de 77 de mii de ani, datorită gravitației Soarelui care acționează asupra formei nesferice a asteroidului. 

## Origine
Ida își are originea în despărțirea corpului părinte Koroniscelor cu diametrul de aproximativ 120 kilometri (75 mi).  Asteroidul progenitor s-a diferențiat parțial, metalele mai grele migrând spre miez.  Ida a dus cantități nesemnificative din acest material de bază.  Este incert cu cât timp în urmă a avut loc evenimentul de perturbare. Potrivit unei analize a proceselor de craterizare ale Idei, suprafața sa are o vechime de peste un miliard de ani.  Cu toate acestea, acest lucru este în contradicție cu vârsta estimată a sistemului Ida-Dactyl de mai puțin de 100 de milioane de ani;  este puțin probabil ca Dactyl, din cauza dimensiunilor sale mici, să fi putut scăpa de a fi distrus într-o coliziune majoră pentru mai mult timp. Diferența în estimările vârstei poate fi explicată printr-o rată crescută de craterizare din resturile distrugerii corpului părinte Koronis. 

## Dactyl
Ida are un satelit numit Dactyl, denumire oficială (243) Ida I D{{actyl. A fost descoperit în imaginile realizate de sonda spațială Galileo în timpul zborului său în 1993. Aceste imagini au oferit prima confirmare directă al unui satelit al unui asteroid.  La acea vreme, era despărțit de Ida de o distanță de 90 kilometri (56 mi), deplasându-se pe o orbită progradă. Dactyl este puternic craterizat, ca Ida, și este format din materiale similare. Originea sa este incertă, dar dovezile de la zbor sugerează că a apărut ca un fragment din corpul părinte Koronis.

### Descoperire
Dactyl a fost găsit pe 17 februarie 1994 de membrul misiunii Galileo Ann Harch, în timp ce examina descărcările întârziate de imagini de la navă spațială.  Galileo a înregistrat 47 de imagini cu Dactyl pe o perioadă de observare de 5,5 ore în august 1993.  Nava spațială era la 10.760 kilometri (6.690 mi) de Ida  și la 10.870 kilometri (6.750 mi) de Dactyl când a fost făcută prima imagine a satelitului, cu 14 minute înainte ca Galileo să facă cea mai mare apropiere. 
Dactyl a fost desemnat inițial 1993 (243) 1.   A fost numit de Uniunea Astronomică Internațională în 1994,  după dactilii mitologici care au locuit pe Muntele Ida de pe insula Creta.  

### Caracteristici fizice
Dactyl este un obiect „în formă de ou” , dar „remarcabil de sferic” , care are 1,6 pe 1,4 pe 1,2 km.  Este orientat cu axa cea mai lungă îndreptată spre Ida.  La fel ca Ida, suprafața lui Dactyl prezintă saturare cu cratere.  Este marcat de peste o duzină de cratere cu un diametru mai mare de 80 metri (260 ft), indicând faptul că satelitul a suferit multe ciocniri de-a lungul istoriei sale.  Cel puțin șase cratere formează un lanț liniar, ceea ce sugerează că a fost cauzat de resturi produse local, posibil aruncate de pe Ida.  Craterele lui Dactyl pot conține vârfuri centrale, spre deosebire de cele găsite pe Ida.  Aceste forme de relief și forma sferoidală a lui Dactyl implică faptul că satelitul este controlat gravitațional, în ciuda dimensiunilor sale mici.  La fel ca Ida, temperatura sa medie este de aproximativ 200 K (−73 °C; −100 °F). 
Dactyl are multe caracteristici în comun cu Ida. Albedo-urile și spectrele de reflecție ale acestora sunt foarte asemănătoare.  Micile diferențe indică faptul că procesul de degradare spațială este mai puțin activ pe Dactyl.  Dimensiunea sa mică ar face imposibilă formarea unor cantități semnificative de regolit.   Acest lucru contrastează cu Ida, care este acoperită de un strat adânc de regolit.
Cele mai mari două cratere de pe Dactyl au fost numite Acmon și Celmis, după doi dintre dactilii mitologici. Acmon este cel mai mare crater din imaginea de mai sus, iar Celmis este aproape de partea de jos a imaginii, în cea mai mare parte ascuns în umbră. Craterele au diametrul de 300, și respectiv 200 de metri. 

### Orbită

Diagrama orbitelor potențiale ale lui Dactyl în jurul Idei

Orbita lui Dactyl în jurul Idei nu este cunoscută cu precizie. Galileo se afla în planul orbitei lui Dactyl când au fost făcute majoritatea imaginilor, ceea ce a făcut dificilă determinarea orbitei sale exacte.  Dactyl orbitează într-o direcție progradă  și este înclinat cu aproximativ 8° față de ecuatorul lui Ida.  Pe baza simulărilor pe computer, pericentrul lui Dactyl trebuie să fie mai mare de aproximativ 65 kilometri (40 mi) de la Ida pentru ca acesta să rămână pe o orbită stabilă.  Gama de orbite generate de simulări a fost restrânsă de necesitatea ca orbitele să treacă prin puncte în care Galileo a observat că Dactyl se află la 16:52:05 UT pe 28 august 1993, aproximativ 90 kilometri (56 mi) de la Ida la longitudine 85°.   Pe 26 aprilie 1994, telescopul spațial Hubble a observat-o pe Ida timp de opt ore și nu a reușit să-lgăsească pe Dactyl. Ar fi putut să-l observe dacă ar fi fost la mai mult de aproximativ 700 kilometri (430 mi) de Ida. 
Dacă se află pe o orbită circulară la distanța la care a fost văzut, perioada orbitală a lui Dactyl ar fi de aproximativ 20 de ore.  Viteza sa orbitală este de aprox. 10 m/s, „aproximativ viteza unei alergări rapide sau a unei mingi de baseball aruncate încet”. 

### Vârstă și origine
Dactyl poate să fi apărut în același timp cu Ida,  din perturbarea corpului părinte Koronis.  Cu toate acestea, s-ar putea să se fi format mai recent, poate ca resturi dintr-un impact mare al lui Ida.  Este extrem de puțin probabil să fi fost capturat de Ida.  Este posibil ca Dactyl să fi suferit un impact major în jurul a acum 100 de milioane de ani, ceea ce i-a redus dimensiunea. 

### Articole
- Asphaug, Erik; Ryan, Eileen V.; Zuber, Maria T. (2003). „Asteroid Interiors” (PDF). Asteroids III: 463–484. Bibcode:2002aste.book..463A. Accesat în 4 ianuarie 2009.
- Bottke, William F., Jr.; Cellino, A.; Paolicchi, P.; Binzel, R. P. (2002). „An Overview of the Asteroids: The Asteroids III Perspective” (PDF). Asteroids III: 3–15. Bibcode:2002aste.book....3B. doi:10.2307/j.ctv1v7zdn4.7. Accesat în 23 octombrie 2008.
- Belton, M. J. S.; Chapman, Clark R.; Klaasen, Kenneth P.; Harch, Ann P.; Thomas, Peter C.; Veverka, Joseph; McEwen, Alfred S.; Pappalardo, Robert T. (1996). „Galileo's Encounter with 243 Ida: An Overview of the Imaging Experiment”. Icarus. 120 (1): 1–19. Bibcode:1996Icar..120....1B. doi:10.1006/icar.1996.0032.
- Britt, D. T.; Yeomans, D. K.; Housen, K.; Consolmagno, G. (2002). „Asteroid Density, Porosity, and Structure” (PDF). Asteroids III: 485–500. Bibcode:2002aste.book..485B. doi:10.2307/j.ctv1v7zdn4.37. Accesat în 27 octombrie 2008.
- Chapman, Clark R. (1994). „The Galileo Encounters with Gaspra and Ida”. Asteroids, Comets, Meteors. 160: 357–365. Bibcode:1994IAUS..160..357C.
- Chapman, Clark R.; Klaasen, K.; Belton, Michael J. S.; Veverka, Joseph (iulie 1994). „Asteroid 243 IDA and its satellite”. Meteoritics. 29: 455. Bibcode:1994Metic..29..455C.
- Chapman, Clark R. (septembrie 1995). „Galileo Observations of Gaspra, Ida, and Dactyl: Implications for Meteoritics”. Meteoritics. 30 (5): 496. Bibcode:1995Metic..30R.496C.
- Chapman, Clark R. (octombrie 1996). „S-Type Asteroids, Ordinary Chondrites, and Space Weathering: The Evidence from Galileo's Fly-bys of Gaspra and Ida”. Meteoritics. 31 (6): 699–725. Bibcode:1996M&PS...31..699C. doi:10.1111/j.1945-5100.1996.tb02107.x.
- Chapman, Clark R.; Ryan, Eileen V.; Merline, William J.; Neukum, Gerhard; Wagner, Roland; Thomas, Peter C.; Veverka, Joseph; Sullivan, Robert J. (martie 1996). „Cratering on Ida”. Icarus. 120 (1): 77–86. Bibcode:1996Icar..120...77C. doi:10.1006/icar.1996.0038. Accesat în 27 octombrie 2008.
- D'Amario, Louis A.; Bright, Larry E.; Wolf, Aron A. (mai 1992). „Galileo trajectory design”. Space Science Reviews. 60 (1–4): 23–78. Bibcode:1992SSRv...60...23D. doi:10.1007/BF00216849.
- Geissler, Paul E.; Petit, Jean-Marc; Durda, Daniel D.; Greenberg, Richard; Bottke, William F.; Nolan, Michael; Moore, Jeffrey (martie 1996). „Erosion and Ejecta Reaccretion on 243 Ida and Its Moon” (PDF). Icarus. 120 (1): 140–157. Bibcode:1996Icar..120..140G. doi:10.1006/icar.1996.0042. Arhivat din original (PDF) la 20 martie 2009. Accesat în 26 martie 2009.
- Geissler, Paul E.; Petit, Jean-Marc; Greenberg, Richard (1996). „Ejecta Reaccretion on Rapidly Rotating Asteroids: Implications for 243 Ida and 433 Eros”. Completing the Inventory of the Solar System. 107: 57–67. Bibcode:1996ASPC..107...57G.
- Greenberg, Richard; Bottke, William F.; Nolan, Michael; Geissler, Paul E.; Petit, Jean-Marc; Durda, Daniel D.; Asphaug, Erik; Head, James (martie 1996). „Collisional and Dynamical History of Ida” (PDF). Icarus. 120 (1): 106–118. Bibcode:1996Icar..120..106G. doi:10.1006/icar.1996.0040. Accesat în 23 octombrie 2008.
- Hurford, Terry A.; Greenberg, Richard (iunie 2000). „Tidal Evolution by Elongated Primaries: Implications for the Ida/Dactyl System”. Geophysical Research Letters. 27 (11): 1595–1598. Bibcode:2000GeoRL..27.1595H. doi:10.1029/1999GL010956 .
- Lee, Pascal; Veverka, Joseph; Thomas, Peter C.; Helfenstein, Paul; Belton, Michael J. S.; Chapman, Clark R.; Greeley, Ronald; Pappalardo, Robert T.;  et al. (martie 1996). „Ejecta Blocks on 243 Ida and on Other Asteroids” (PDF). Icarus. 120 (1): 87–105. Bibcode:1996Icar..120...87L. doi:10.1006/icar.1996.0039. Arhivat din original (PDF) la 12 iunie 2016. Accesat în 27 octombrie 2008.
- Mason, John W. (iunie 1994). „Ida's new moon”. Journal of the British Astronomical Association. 104 (3): 108. Bibcode:1994JBAA..104..108M.
- Monet, A. K. B.; Stone, R. C.; Monet, D. G.; Dahn, C. C.; Harris, H. C.; Leggett, S. K.; Pier, J. R.; Vrba, F. J.; Walker, R. L. (iunie 1994). „Astrometry for the Galileo mission. 1: Asteroid encounters”. The Astronomical Journal. 107 (6): 2290–2294. Bibcode:1994AJ....107.2290M. doi:10.1086/117036.
- Owen, W. M., Jr.; Yeomans, D. K. (iunie 1994). „The overlapping plates method applied to CCD observations of 243 Ida”. The Astronomical Journal. 107 (6): 2295–2298. Bibcode:1994AJ....107.2295O. doi:10.1086/117037.
- Petit, Jean-Marc; Durda, Daniel D.; Greenberg, Richard; Hurford, Terry A.; Geissler, Paul E. (noiembrie 1997). „The Long-Term Dynamics of Dactyl's Orbit”. Icarus. 130 (1): 177–197. Bibcode:1997Icar..130..177P. CiteSeerX 10.1.1.693.8814 . doi:10.1006/icar.1997.5788.
- Seidelmann, P. Kenneth; Archinal, Brent A.; A'Hearn, Michael F.;  et al. (2007). „Report of the IAU/IAG Working Group on cartographic coordinates and rotational elements: 2006”. Celestial Mechanics and Dynamical Astronomy. 98 (3): 155–180. Bibcode:2007CeMDA..98..155S. doi:10.1007/s10569-007-9072-y .
- Sullivan, Robert J.; Greeley, Ronald; Pappalardo, R.; Asphaug, E.; Moore, J. M.; Morrison, D.; Belton, Michael J. S.; Carr, M.;  et al. (martie 1996). „Geology of 243 Ida” (PDF). Icarus. 120 (1): 119–139. Bibcode:1996Icar..120..119S. doi:10.1006/icar.1996.0041. Arhivat din original (PDF) la 12 iunie 2016. Accesat în 27 octombrie 2008.
- Thomas, Peter C.; Belton, Michael J. S.; Carcich, B.; Chapman, Clark R.; Davies, M. E.; Sullivan, Robert J.; Veverka, Joseph (1996). „The shape of Ida”. Icarus. 120 (1): 20–32. Bibcode:1996Icar..120...20T. doi:10.1006/icar.1996.0033.
- Vokrouhlicky, David; Nesvorny, David; Bottke, William F. (11 septembrie 2003). „The vector alignments of asteroid spins by thermal torques” (PDF). Nature. 425 (6954): 147–151. Bibcode:2003Natur.425..147V. doi:10.1038/nature01948. PMID 12968171. Accesat în 23 octombrie 2008.
- Wilson, Lionel; Keil, Klaus; Love, Stanley J. (mai 1999). „The internal structures and densities of asteroids”. Meteoritics & Planetary Science. 34 (3): 479–483. Bibcode:1999M&PS...34..479W. doi:10.1111/j.1945-5100.1999.tb01355.x.
- Zellner, Ben; Tholen, David J.; Tedesco, Edward F. (martie 1985). „The eight-color asteroid survey: Results for 589 minor planets”. Icarus. 61 (3): 355–416. Bibcode:1985Icar...61..355Z. doi:10.1016/0019-1035(85)90133-2.

### Cărți
- Berger, Peter (2003). „The Gildemeester Organisation for Assistance to Emigrants and the expulsion of Jews from Vienna, 1938–1942”.  În Gourvish, Terry. Business and Politics in Europe, 1900–1970. Cambridge, UK: Cambridge University Press. ISBN 978-0-521-82344-9.
- Carroll, Bradley W.; Ostlie, Dale A. (1996). An Introduction to Modern Astrophysics. Addison-Wesley Publishing Company. ISBN 978-0-201-54730-6.
- Greeley, Ronald; Batson, Raymond M. (2001). The Compact NASA Atlas of the Solar System. Cambridge, UK: Cambridge University Press. ISBN 978-0-521-80633-6.
- Lewis, John S. (1996). Mining the Sky: Untold Riches from the Asteroids, Comets, and Planets. Reading, MA: Addison-Wesley. ISBN 978-0-201-47959-1.
- Pausanias (1916). Description of Greece. Tradus de Jones, W. H. S.; Omerod, H. A. Loeb Classical Library. ISBN 978-0-674-99104-0.
- Ridpath, John Clark (1897). The Standard American Encyclopedia of Arts, Sciences, History, Biography, Geography, Statistics, and General Knowledge. Encyclopedia Publishing.
- Schmadel, Lutz D. (2003). „Catalogue of Minor Planet Names and Discovery Circumstances”. Dictionary of minor planet names. IAU commission. 20. Springer. ISBN 978-3-540-00238-3.
- Slivan, Stephen Michael (iunie 1995). Spin-Axis Alignment of Koronis Family Asteroids (Thesis). Massachusetts Institute of Technology. hdl:1721.1/11867. OCLC 32907677.
- Thomas, Peter C.; Prockter, Louise M. (28 mai 2004). „Tectonics of Small Bodies” (PDF). Planetary Tectonics. Cambridge Planetary Science. 11. Cambridge University Press. ISBN 978-0-521-76573-2. Arhivat din original (PDF) la 4 martie 2009. Accesat în 29 noiembrie 2008.

### Altele
- Belton, Michael J. S.; Carlson, R. (12 martie 1994). „1993 (243) 1”. IAU Circular. 5948 (5948): 2. Bibcode:1994IAUC.5948....2B.
- Byrnes, Dennis V.; D'Amario, Louis A.; Galileo Navigation Team (decembrie 1994). „Solving for Dactyl's Orbit and Ida's Density”. The Galileo Messenger (35). Arhivat din original la 5 ianuarie 1997. Accesat în 23 octombrie 2008.
- Chapman, Clark R.; Belton, Michael J. S.; Veverka, Joseph; Neukum, G.; Head, J.; Greeley, Ronald; Klaasen, K.; Morrison, D. (martie 1994). „First Galileo image of asteroid 243 Ida”. Abstracts of the 25th Lunar and Planetary Science Conference: 237–238. Bibcode:1994LPI....25..237C.
- Cowen, Ron (2 octombrie 1993). „Close-up of an asteroid: Galileo eyes Ida”. Science News. Vol. 144 nr. 14. p. 215. ISSN 0036-8423.
- Cowen, Ron (1 aprilie 1995). „Idiosyncrasies of Ida—asteroid 243 Ida's irregular gravitational field” (PDF). Science News. Vol. 147 nr. 15. p. 207. ISSN 0036-8423. Arhivat din original (PDF) la 27 martie 2012. Accesat în 26 martie 2009.
- Greeley, Ronald; Sullivan, Robert J.; Pappalardo, R.; Head, J.; Veverka, Joseph; Thomas, Peter C.; Lee, P.; Belton, M.; Chapman, Clark R. (martie 1994). „Morphology and Geology of Asteroid Ida: Preliminary Galileo Imaging Observations”. Abstracts of the 25th Lunar and Planetary Science Conference: 469–470. Bibcode:1994LPI....25..469G.
- Green, Daniel W. E. (26 septembrie 1994). „1993 (243) 1 = (243) Ida I (Dactyl)”. IAU Circular. 6082 (6082): 2. Bibcode:1994IAUC.6082....2G.
- Holm, Jeanne (iunie 1994).  Jones, Jan, ed. „Discovery of Ida's Moon Indicates Possible "Families" of Asteroids”. The Galileo Messenger (34). Arhivat din original la 24 iunie 2010. Accesat în 23 octombrie 2008. Alt URL
- Raab, Herbert (2002). „Johann Palisa, the most successful visual discoverer of asteroids” (PDF). Meeting on Asteroids and Comets in Europe. Arhivat din original (PDF) la 30 octombrie 2008. Accesat în 23 octombrie 2008.
- Sárneczky, K; Kereszturi, Á. (martie 2002). „'Global' Tectonism on Asteroids?” (PDF). 33rd Annual Lunar and Planetary Science Conference: 1381. Bibcode:2002LPI....33.1381S. Accesat în 22 octombrie 2008.
- Stooke, P. J. (1997). „Reflections on the Geology of 243 Ida” (PDF). Lunar and Planetary Science XXVIII: 1385–1386. Bibcode:1997LPI....28.1385S. Accesat în 29 noiembrie 2008.
- „JPL Small-Body Database Browser: 243 Ida”. Jet Propulsion Laboratory. 25 august 2008.
- „Images of Asteroids Ida & Dactyl”. National Aeronautics and Space Administration. 23 august 2005. Arhivat din original la 21 octombrie 2008. Accesat în 4 decembrie 2008.
- „Gazetteer of Planetary Nomenclature: Ida”. United States Geological Survey Astrogeology Research Program. Accesat în 15 aprilie 2009.